# Леука (митологија)
Леука је у грчкој митологији била нимфа, кћер Океана и Тетије.

## Митологија
Лепу нимфу Леуку заволео је бог Хад и одвео је у Подземље, своје царство. Када је умрла, претворио ју је у белу тополу, која је расла уз реку Ахеронт. Према другом предању, љубоморна Персефона ју је претворила у белу тополу. Када је Херакле изашао из подземног света, окитио се гранчицом ове биљке. Поједини извори Леуку изједначавају са Леукипом.